# Zhang’antun
Zhang’antun (张安屯街道; Pinyin: Zhāng’āntún Jiēdào) ist ein Straßenviertel im Osten der chinesischen Provinz Yunnan. Er gehört zum Verwaltungsgebiet des Stadtbezirkes Malong, der seinerseits von der bezirksfreien Stadt Qujing verwaltet wird, und liegt im Norden von Malong und Qujing. Zhang’antun verwaltet eine Fläche von 70 Quadratkilometern und zählte per Ende 2014 etwa 10.100 Einwohner.
Zhang’antun liegt auf einer Höhe von 1914 bis 2222 Metern über dem Meeresspiegel. Die Jahresdurchschnittstemperatur liegt bei  14,4 °C, der durchschnittliche Jahresniederschlag beträgt etwa 1100 mm. Es gibt pro Jahr 246 frostfreie Tage und 2100 Sonnenstunden. Die landwirtschaftliche Nutzfläche beträgt 715 Hektar, es werden vor allem Nassreis, Mais, Ackerbohnen, Erbsen, Tabak und Obst angebaut.
Die Volkszählung des Jahres 2000 hatte eine Gesamtbevölkerung von 9322 Personen in 2456 Haushalten ergeben, davon 4805 Männer und 4517 Frauen.
Auf Dorfebene ist Zhang’antun in drei Einwohnergemeinschaften aufgeteilt (Stand Ende 2018); es existieren weiterhin zwei Einwohnerkomitees.